# 지도의 종류
지도의 종류는 내용이나 작성 방법 등에 따라 일반도와 주제도, 실측도와 편찬도, 소축척지도와 대축척지도 등으로 나뉜다.

## 개요
향토를 조사하는 데 있어서 중요한 자료의 하나로 들 수 있는 것이 지도이다. 지도는 자료의 모습을 축소하여 평면에 그린 것이다. 한 장의 지도에는 산지와 평야, 하천과 호수, 삼림과 논밭, 도로와 철도, 도시와 촌락 등 그 지방의 모습이 기호로 자세하게 나타나 있다.

## 분류법

### 일반도와 주제도

#### 일반도
건설부에서 만든 축척 1만분의 1, 2만 5,000분의 1, 5만분의 1의 지형도처럼 산지·하천·해안선 등의 자연 형태, 논·밭·삼림 등의 토지 이용 상태, 취락·도로·철도 등의 인문 사항 등 지표면의 일반적인 형상을 축척에 따라 골고루 그려 놓은 지도를 ‘일반도’라고 한다. 지형도, 지세도, 지방도, 한국 전도, 세계 지도 등이 일반도이다. 가장 널리 쓰이는 5만분의 1 지형도는 실제 토지 길이 1km를 2cm로 줄인 것으로, 한국 국토 전부가 빠짐없이 실려 있는 것이다. 2만 5,000분의 1 지형도에는 대도시와 그 주변의 지역이 그려져 있다.

#### 주제도
특정한 지리 현상만을 선택적으로 표현한 지도를 ‘주제도’, 또는 ‘목적도’라고 한다. 어느 시점에서의 일기 상황을 나타낸 기상도, 운전할 때 쓰이는 도로도, 항해할 때 쓰이는 해도, 통계값을 그림·그래프 등으로 지도에 그려 넣은 통계 지도 등은 주제도이다.

### 실측도와 편찬도
지도는 작성 방법에 따라 실측도와 편찬도로 구분할 수 있다. ‘실측도’는 지상 측량이나 항공 사진으로 직접 작성한 지도인데, 좁은 범위를 자세하게 그린 축척이 큰 것이 많으므로 토지의 모습을 정확하게 알고 싶을 때에는 실측도를 이용하여야 한다. 이에 대하여 실측도를 바탕으로 하여 다시 작성한 지도를 ‘편찬도’라고 한다. 사회과 공부 시간에 쓰는 지도첩이나 20만분의 1 지세도, 50만분의 1 지방도 같은 것들은 편찬도이다.

## 종류

### 기후도
지역의 기후를 나타낸 지도이다.

### 지형도
대표적인 일반도로서, 어느 지역의 지형뿐만 아니라 취락·도로·각종 기관·삼림·경지 등이 표시된 것입니다. 이 지도는 각종 주제도를 만드는 데 기초 자료로 쓰입니다. 지형은 여러 가지로 나타낼 수가 있는데, 가장 보편적인 방법은 등고선에 의한 것입니다. 대한민국의 지형도는 국립지리원에서 5만분의 1, 2만 5,000분의 1, 1만 5,000분의 1 등의 축척으로 만들어집니다.

### 해도
선박이 항해하는 데 필요한 정보, 즉 바다의 깊이나 항로, 암초의 위치 등을 표시한 것으로 주제도에 속한다. 해도에서 가장 중요한 것은 물의 깊이와 방향각이다.

### 항공도
일반지도와는 달리 비행기가 운항하는 항로를 정확하게 표시하기 위해 항로가 직선으로 나타나는 특수 도법으로 만들어진다.

### 일기도
일정한 지역이나 그 주변의 날씨 상태를 한눈에 알 수 있도록 만든 지도로 주제도에 속한다. 일기도에는 기압이 같은 지점을 연결하는 등압선(等壓線)이 그려지고 고기압과 저기압의 위치, 바람의 방향과 속도 등이 기호로 표시되어 있다.

### 지질도
어떤 지역의 표면에 드러난 암석의 분포나 지질의 구조를 색채·모양·기호 등으로 나타낸 지도를 가리킨다.

### 지적도
토지가 있는 곳이나 지번, 지목, 경계 따위를 밝히기 위하여 국가에서 만든 표지 평면도를 가리킨다.

### 전도
어떤 지역 전체를 그린 지도를 말
도
각종 지리적 통계 수치를 알아보기 쉽도록 점·선·그림·도형·빛깔 등으로 나타낸 도표 지도이다. 통계 지도에는 점묘도·도형 표현도·단계 구분도·등치선도·등충선도·유선도 등이 있다.

### 점묘도
인구라든가 산업 생산량 등 나타내고자 하는 통계 수치를 사물이 실제로 위치하는 곳에 일정한 크기의 점으로 표시한 지도이다. 두 가지 이상의 사실을 한 지도에 나타내려 할 때에는 점의 색을 다르게 하거나 점의 기호를 다르게 해서 표시한다.

### 단면도
지형도에서 땅의 기복은 평면으로 투영되어 등고선으로 표현되고 있다. 익숙하지 않으면 땅의 기복을 직관적으로 받아들여 이해하기가 어렵다. 단면도·조감도는 땅의 기복을 보다 명확하게 받아들이기 위한 보조 수단이 된다. 어떤 두 점간의 단면을 그리는 데는 다음과 같은 방법을 쓴다. 먼저 지형도 위에 두 지점을 연결하는 직선을 긋는다. 이어 이 직선과 등고선의 교차점을 조사하고, 그곳의 등고선 높이와 원점으로부터의 거리를 구한다. 한편 모눈종이를 준비하고 가로축으로는 원점으로부터의 수평 거리, 세로축으로는 높이를 얻어 앞에 설명한
바와 같이 읽은 값의 점을 연결하면 두 점간의 단면을 얻을 수 있다. 이 경우 수평 거리의 축척과 높이의 축척을 같게 하면 기복과 경사의 변화를 쉽게 표현하지 못하는 경우가 있다. 수평 거리 1km 사이의 높이의 변화가 10cm일 때 축척 1만분의 1로 단면도를 만들면 수평 거리는 10cm인데 높이의 변화는 1mm가 되고 만다. 이렇게 되면 높이의 변화를 훌륭하게 표현했다고 할 수 없다. 이런 경우에는 높이의 축척을 수평 거리의 축척보다 몇 배 크게 잡아 기복을 강조하여 표현하면 된다. 따라서 완성된 단면도를 볼 때는 기복을 수평 거리보다 몇 배 크게 표현하고 있다는 것을 잊어서는 안 된다.

### 조감도
새가 하늘에서 내려다보듯 땅의 기복을 표현한 것이 ‘조감도’이다. 보이는 범위 전체를 조감도로 만들기는 곤란하므로, 대개 블록 다이어그램으로 표시한다. 블록 다이어그램은 표현하려고 하는 양끝의 단면을 그리고, 한쪽을 가까운 쪽으로 하고 다른 한쪽은 먼 쪽으로 하여 그 사이의 지형을 스케치하듯 그려 나간다.

### 토지이용도
지형도에 기입하는 기호 가운데 토지 이용에 관계되는 기호만을 잘 살펴보고 각 기호마다 색깔을 정한 다음, 지형도에 채색하면 일종의 토지이용도가 된다. 토지이용도를 만들 때는, 어떤 기호에 어떤 색을 칠할까를 미리 정해 놓아야 한다. 논은 초록, 밭은 노랑, 과수원은 주황, 뽕나무 밭은 보라, 삼림은 파랑, 또 도시와 취락은 빨강이 적당하다. 너무 여러 종류의 색을 사용하면 혼란을 일으켜 보기가 불편할 수도 있다.

### 수계도
지형도에 하천이 기입되어 있는 곳에서는 하천을 따라 긋고, 기입되어 있지 않은 곳에서는 등고선의 요철(凹凸)을 따라 골짜기를 그리면 수계도가 된다. 또한 산등성이를 따라 그어 유역의 범위를 표시할 수도 있다. 이와 같은 작업을 할 때는 항공 사진을 이용하면 편리하다.

## 유선도
- 선의 방향과 굵기의 변화를 통해서 사람이나 물자의 이동량과 경로를 표현한 지도이다 이 문서에는 다음커뮤니케이션(현 카카오)에서 GFDL 또는 CC-SA 라이선스로 배포한 글로벌 세계대백과사전의 내용을 기초로 작성된 글이 포함되어 있습니다.